# Палац Славков-у-Брна

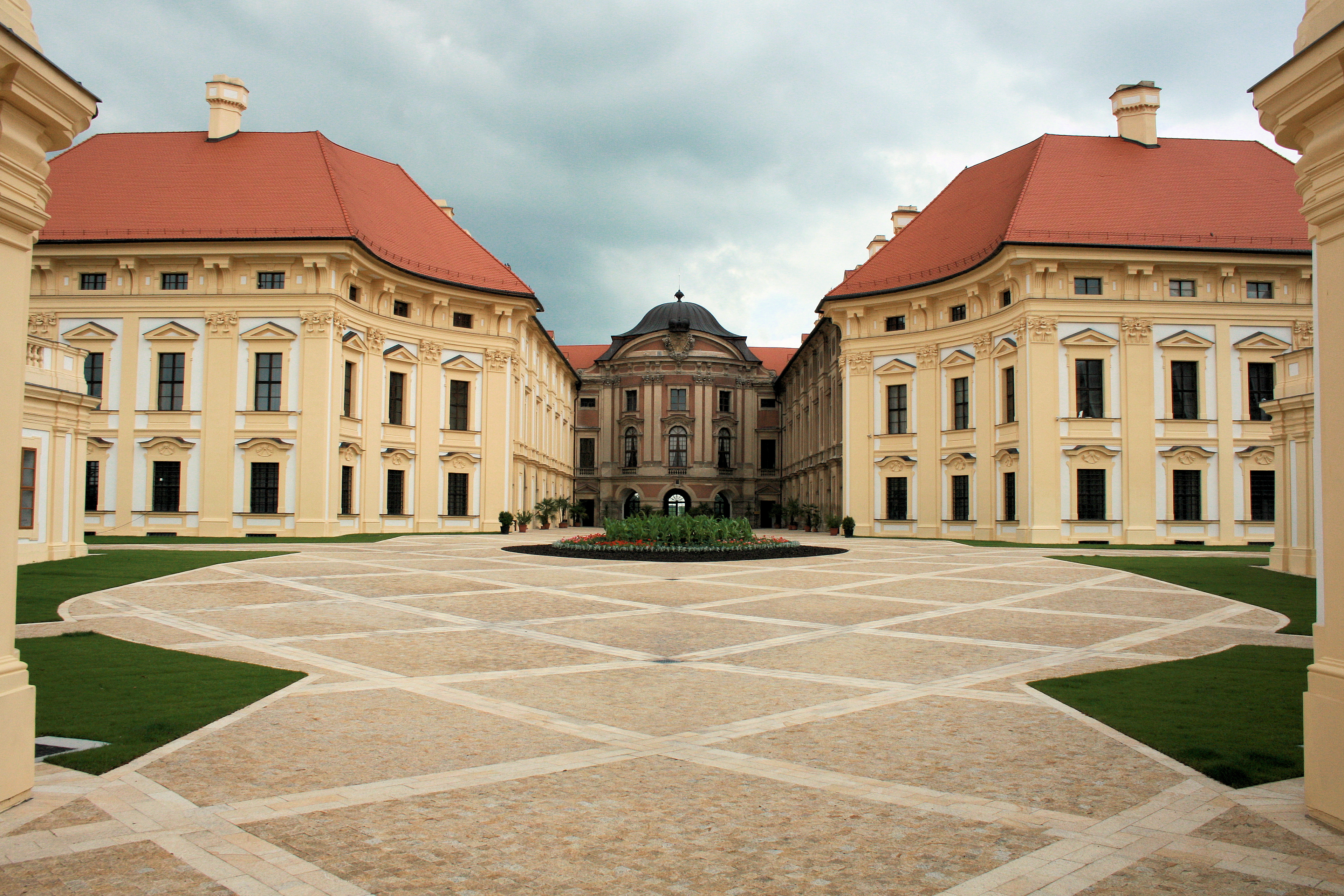
Парадний двір після відновлення (2010 р.)

Пала́ц Сла́вков-у-Брна (чеськ. Slavkov u Brna; раніше Аустерліц) — історичний палацово-парковий ансамбль доби бароко й ампіру, розташований поблизу однойменного міста Славков-у-Брна. Національна пам'ятка Чехії.

## Історія
Первісна фортеця на цьому місці збудована у 12 столітті коштом Тевтонського ордена. Згодом у ній стояв гарнізон тевтонських лицарів.
На початку 16 століття замок-фортеця перейшов у власність шляхетної родини Кауніц. Замок-фортецю перебудували у замок-палац в стилі провінційного Відродження. Палац того часу мав чотири корпуси, аркади і квадратну вежу.
Нині існуючий палац збудували 1696 року за проектом священика та архітектора Доменіко Мартінеллі для родини Кауніц. Поземний план самого палацу мав вигляд підкови з двором, відкритим на циркумференції. При створенні барокового палацу Славков-у-Брно Мартінеллі створив ансамбль, куди увійшли палац князя Кауніца з циркумференціями і курдонером, а також перепланування припалацового поселення та створення в ньому нової парафіяльної церкви. За часів власника Домініка Андреаса Кауніца, що помер 1705 року, встигли збудувати лише західний корпус палацу. Син і спадкоємець, граф Максиміліан Ульріх, доручив добудову родинного палацу архітекторові Ігнаціо Вальмаджині. Вальмаджині дотримувався проектного рішення Доменіко Мартінеллі, додатки були несуттєвими.
Художньої довершеності палацово-парковий ансамбль досяг під час життя володаря Венцеля Антона Кауніца, з 1764 року імперського князя, міністра, згодом канцлера при чотирьох австрійських імператорах (Марія Терезія, Леопольд ІІ, Йосип ІІ, Франц ІІ). Статки останнього дозволили перетворити родинну садибу у розкішній князівський ансамбль доби пізнього бароко.
Після того, як рід князів Кауніц увірвався, палацово-парковий ансамбль перейшов у власність родини Пальфі. По закінченні Другої світової війни палацово-парковий ансамбль перейшов у власність Чехословацької держави. З 2008 року палацово-парковий ансамбль набув статус національної пам'ятки Чехії.

## Відновлення історичних інтер'єрів
Палац невдало ремонтували після пожеж і намагання наздогнати мінливу моду. Так, частка інтер'єрів з барокової стилістики була перероблена у класицизм, включаючи знищення і барокових фресок. Художньо вартісними є інтер'єри західного крила палацу, де збережені декор, що створив Сантіні Бусі, та фресковий живопис роботи Андреа Ланцані (1641—1712) та Йозефа Піхлера. Останній працював і над декором палацової каплиці. Скульптури янголів на головному вівтарі палацової каплиці — роботи скульптора Франца Мессершмідта.
В палаці була створена і картинна галерея, де поряд з копіями уславлених картин зберігали оригінали картин декількох художників. Початок картинної галереї припав ще на 17 століття.
В палаці була і власна галерея портретів представників князівського роду. Впродовж 19 століття картинна галерея розпродавалась, а частина експонатів була знищена під час пожежі. На початок 21 століття в палаці демонструють залишки портретної галереї.

## Сад бароко (відновлення)

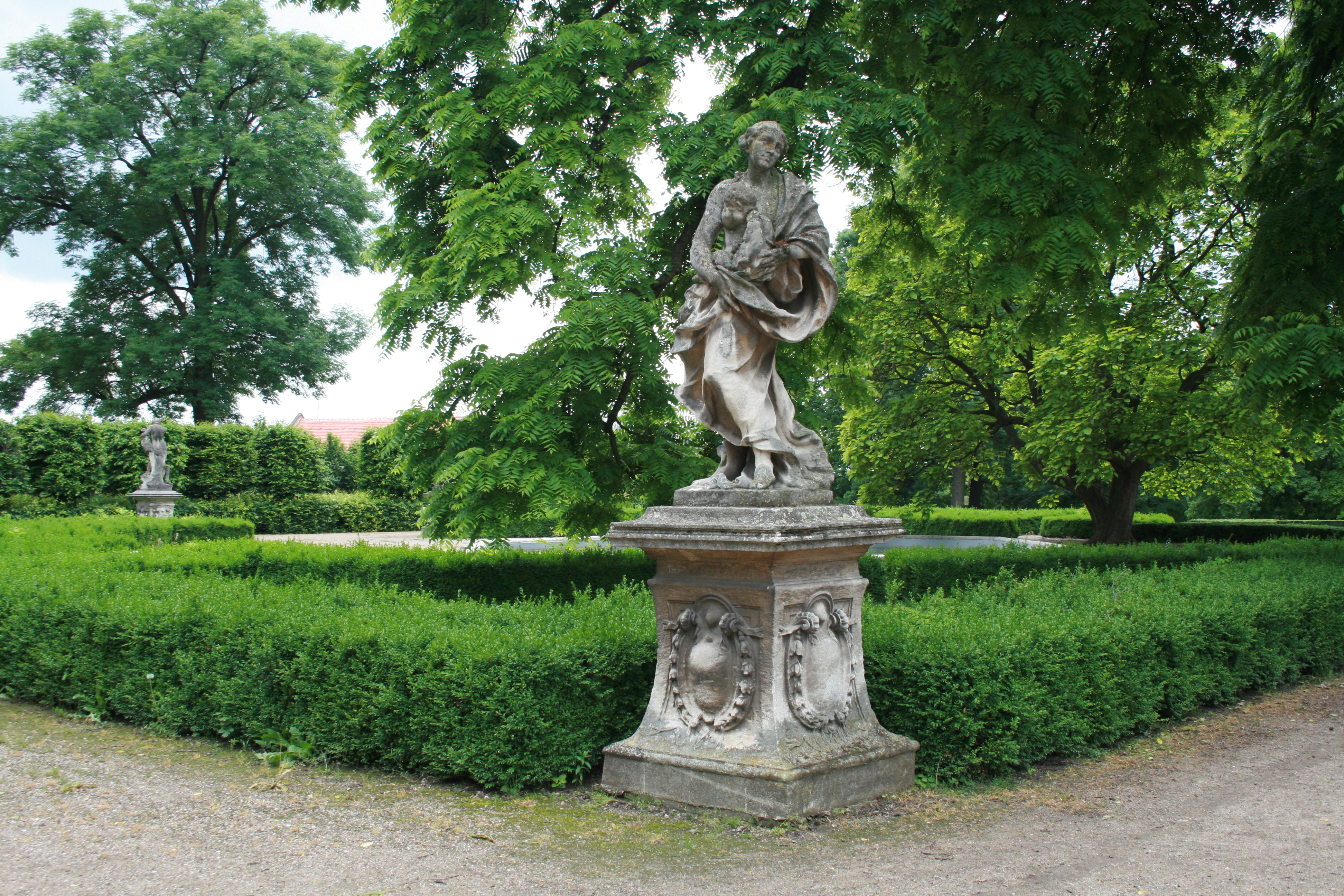
Дж. Джуліані. Палац Славков-у-Брна, садово-паркова скульптура.

Первісний сад біля замку створений у 16 столітті в стриманій стилістиці садів Відродження, він був невеликий за розміром.
Сад бароко був закладений набагато пізніше за побудову палацу, у 1774 році. Ініціатива створення регулярного саду належала володарю палацу Вацлаву Антоніну, князю Кауніцу. Як і типові сади бароко, цей був розпланований на єдиній осі з палацом і трьома фонтанами. Загальна площа парку дорівнювала близько 15 га. Для декорування партерів використана декоративна скульптура і вази роботи Джованні Джуліані, італійця за походженням, що емігрував до Австрійської імперії.
На початку 19 століття сад бароко зазнав спрощень і був перепланований у дешевий пейзажний парк (до 1810 року). При цьому боскети і їх залишки, всі фонтани зруйнували. Садово-паркову скульптуру видалили з пейзажного парку і перевезли у почесний двір палацу.
У 1970-х роках розробили проект реставрації саду бароко і розпочали його відновлення за історичними планами кінця 18 століття. Відновлені два фонтани, садово-паркові скульптури знову перевезли з почесного двору до саду.

## Галерея обраних фото

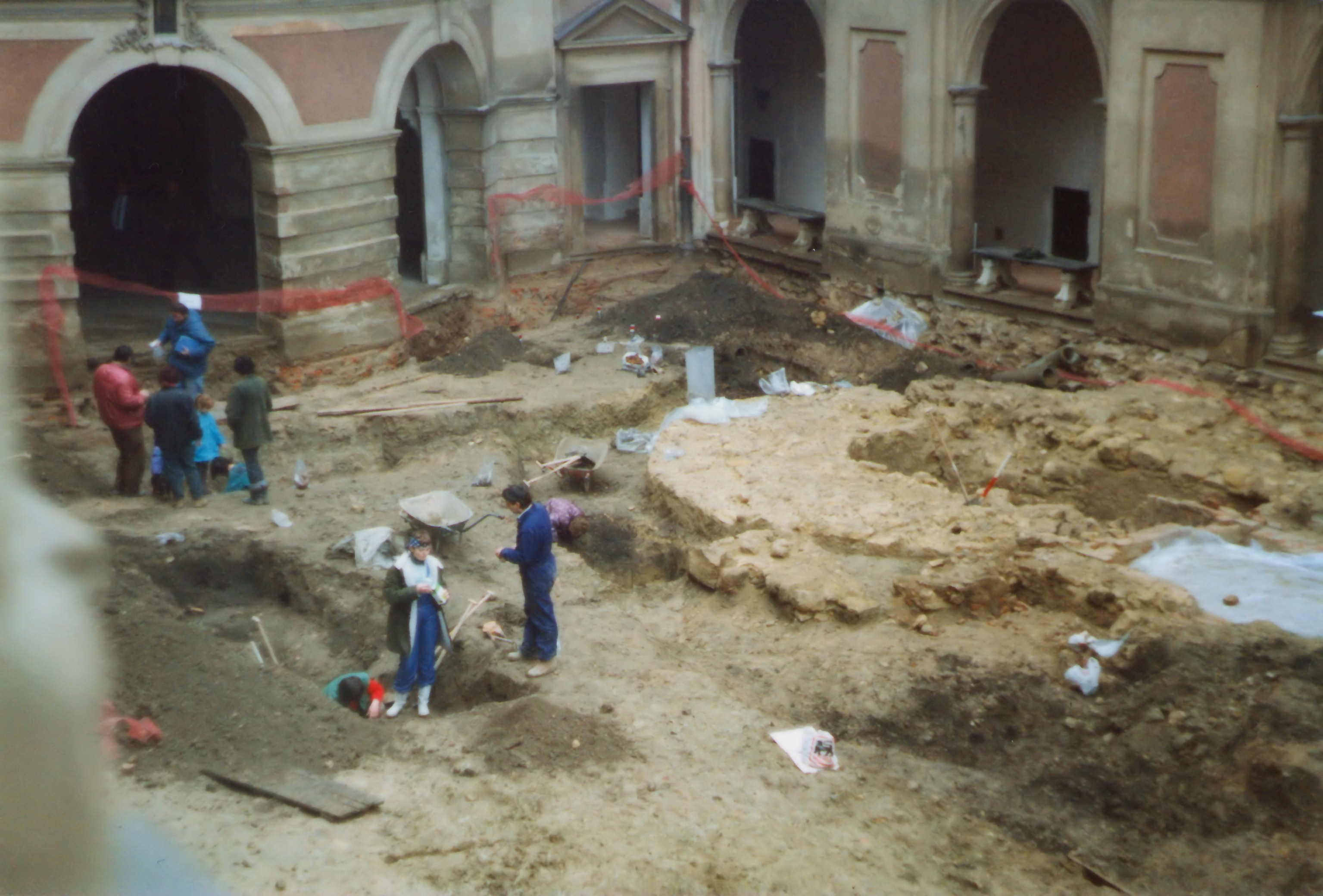
Передремонтні розкопки в дворі замку
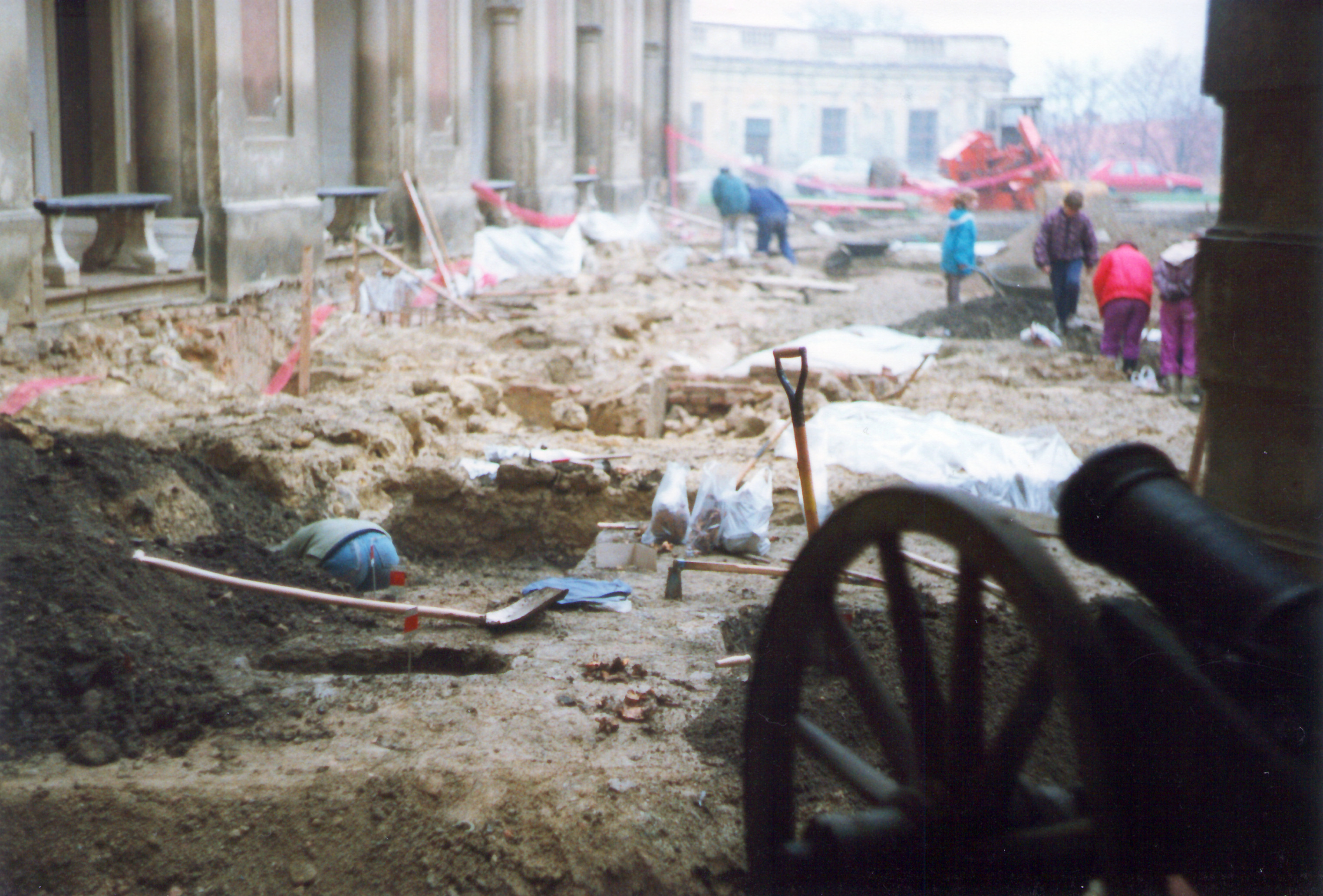
Археологічні розкопки перед створенням фігурної вимостки палацового двору
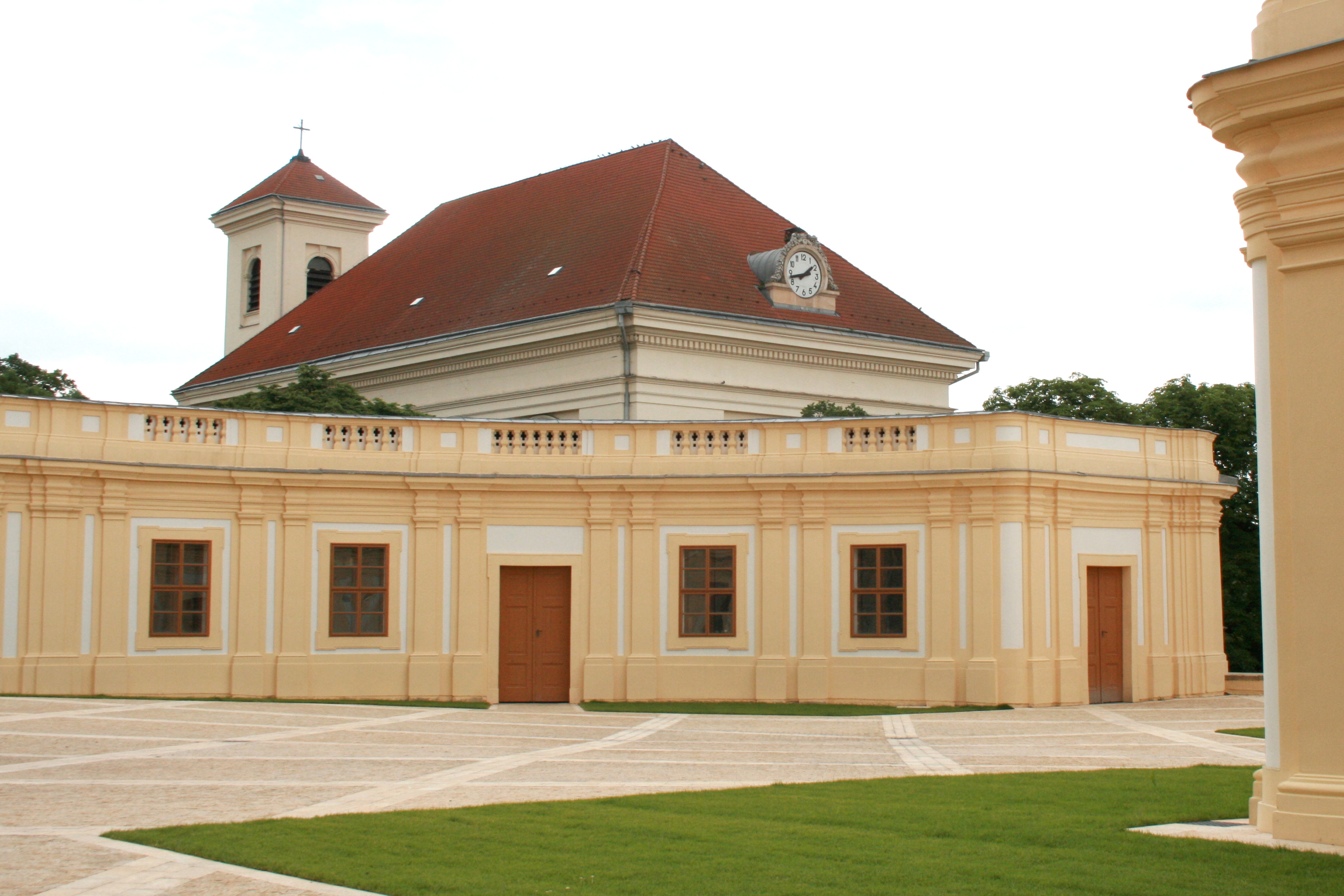
Циркумференція після ремонту
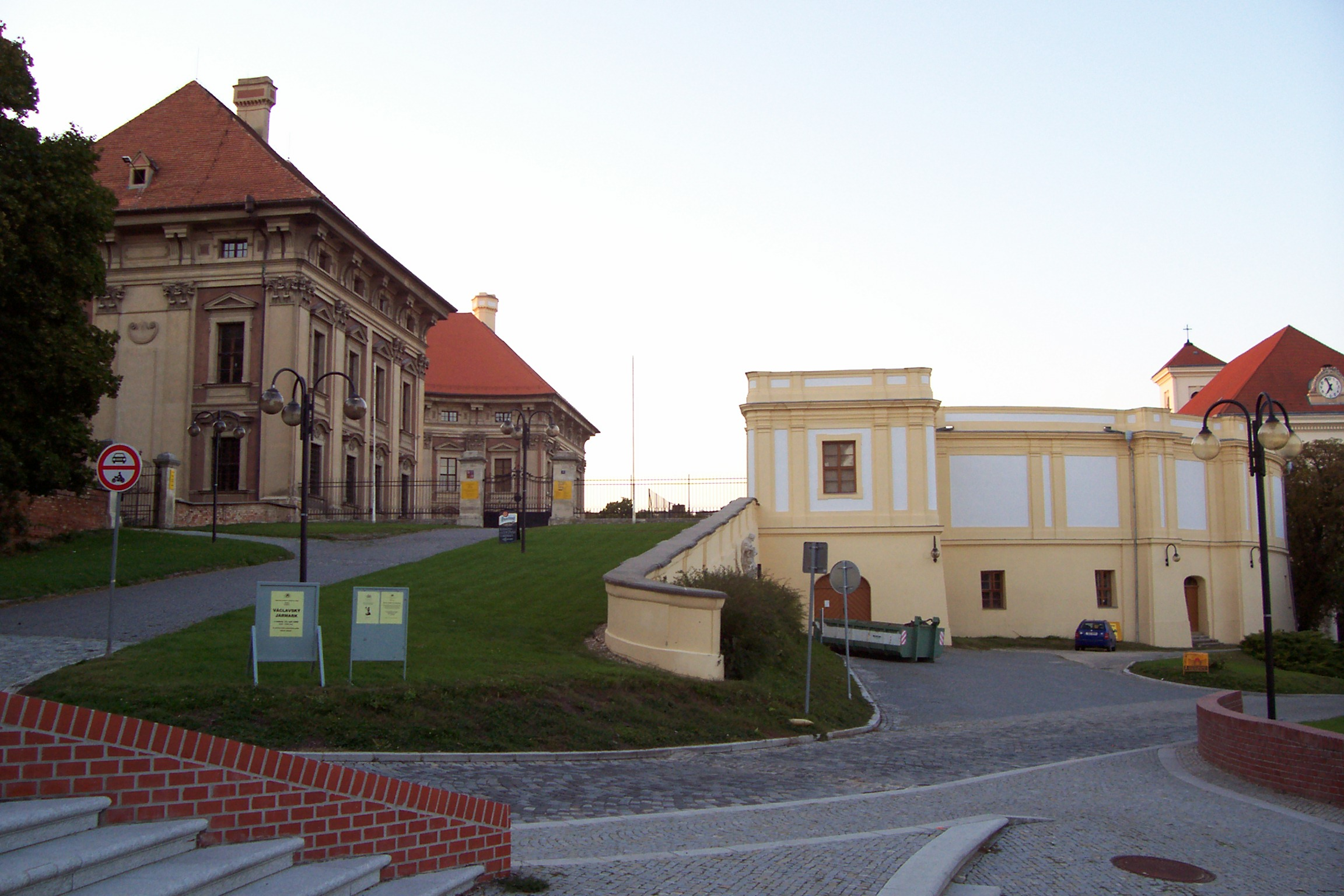
Використання різнорівневих терас для створення під'їздних шляхів і циркумферецій
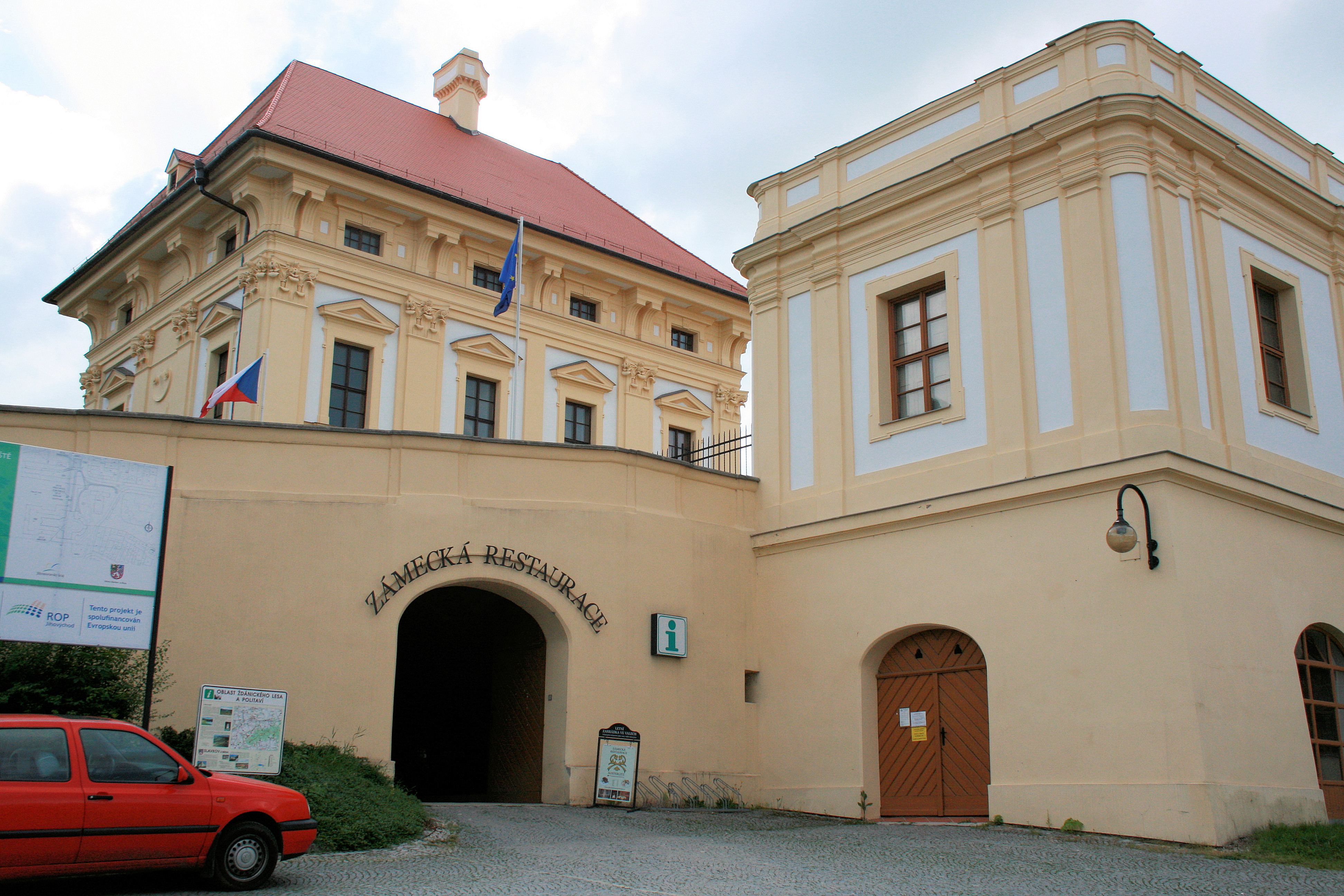
Ремонтовані фасади господарських приміщень
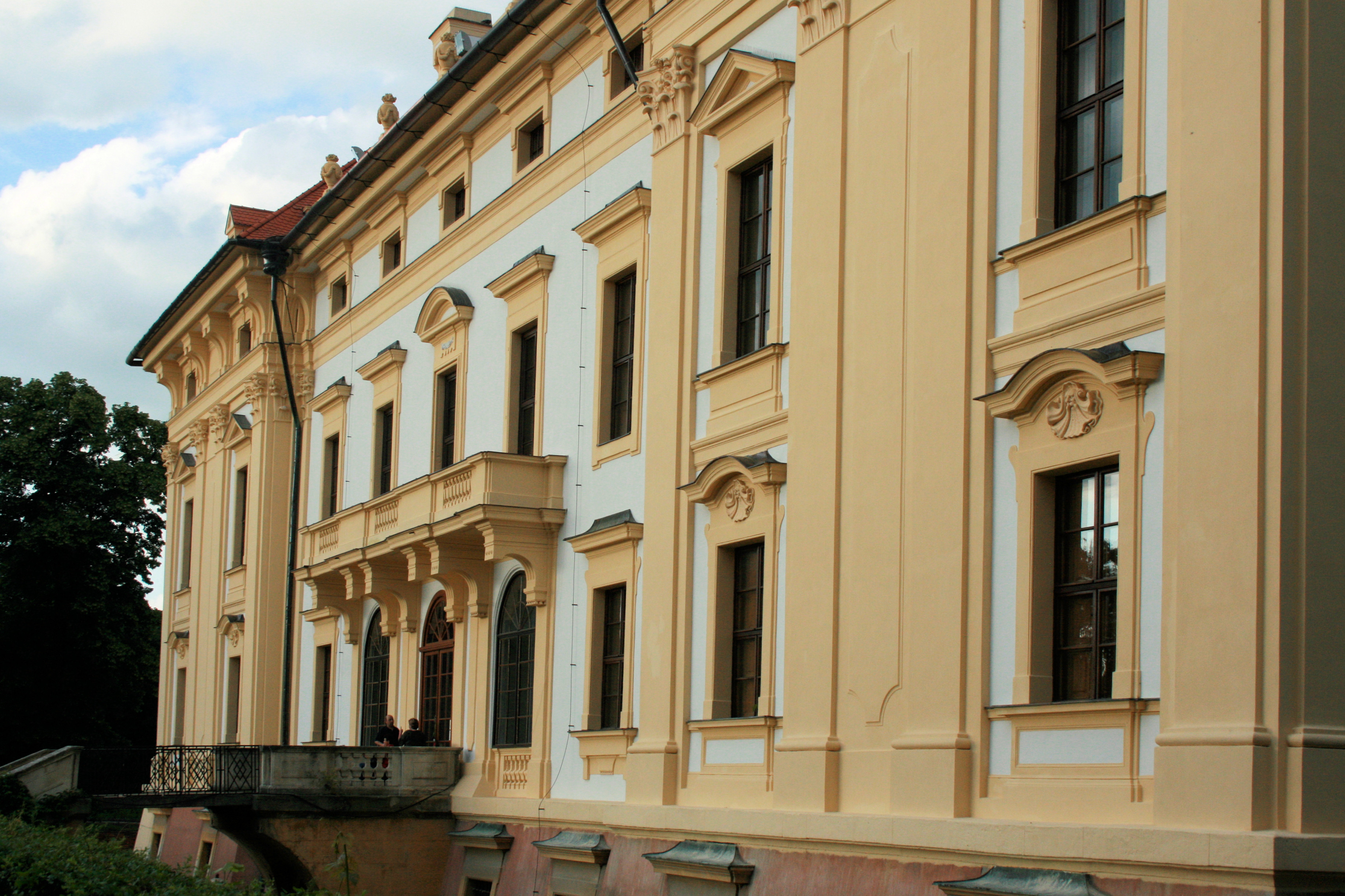
Сухі рови перед парковим фасадом.
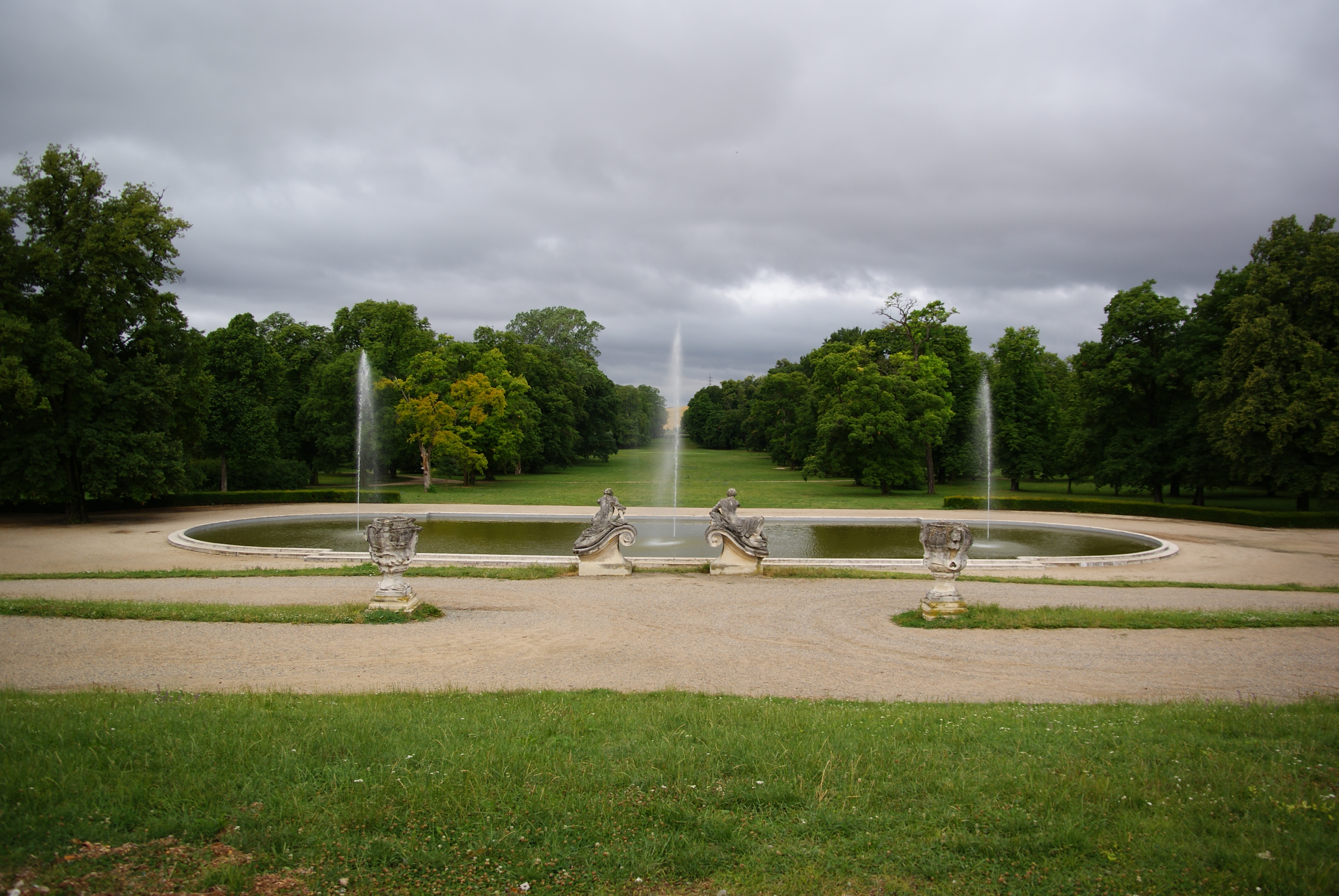
Відновлений фонтан
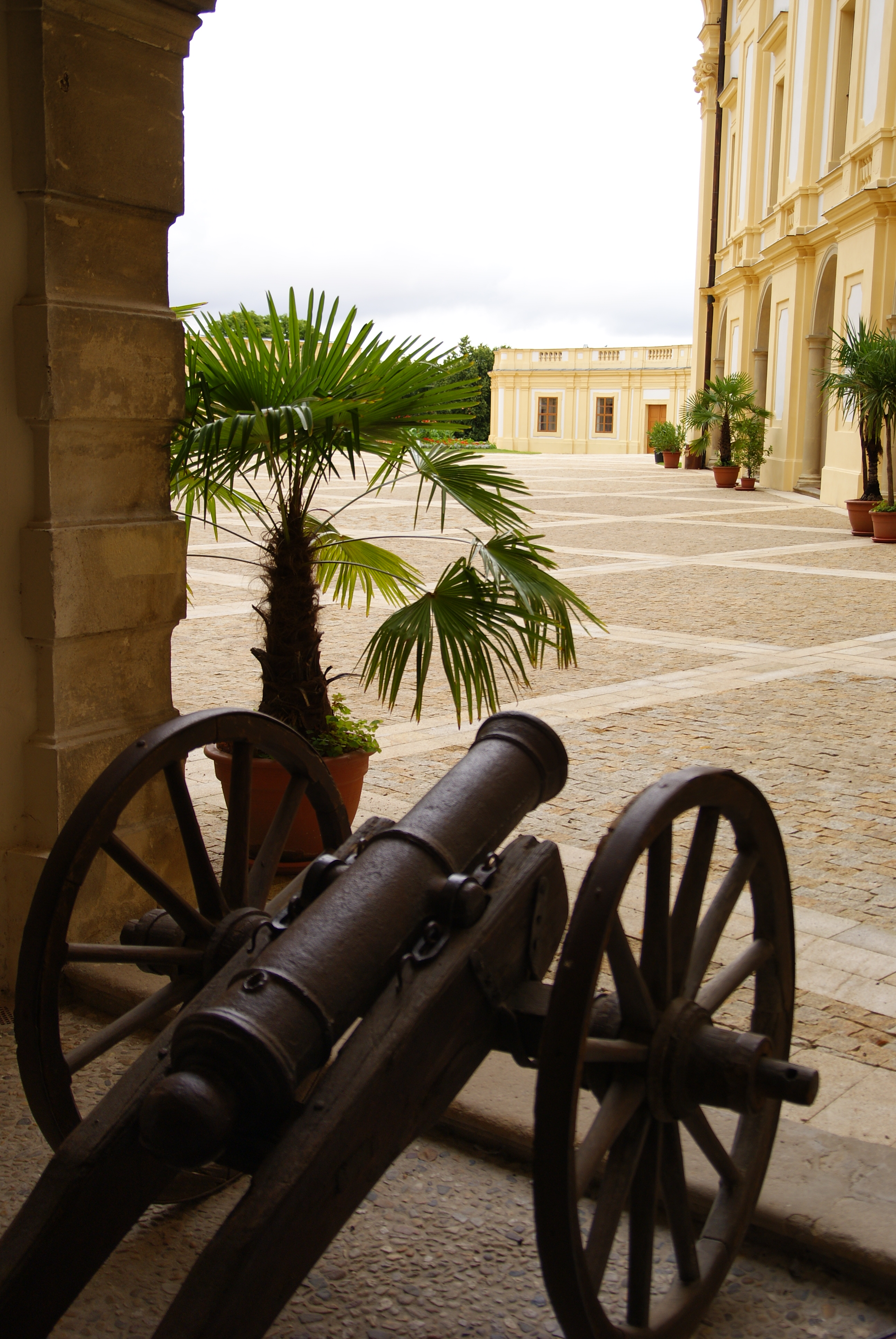
Гармата у дворі палацу
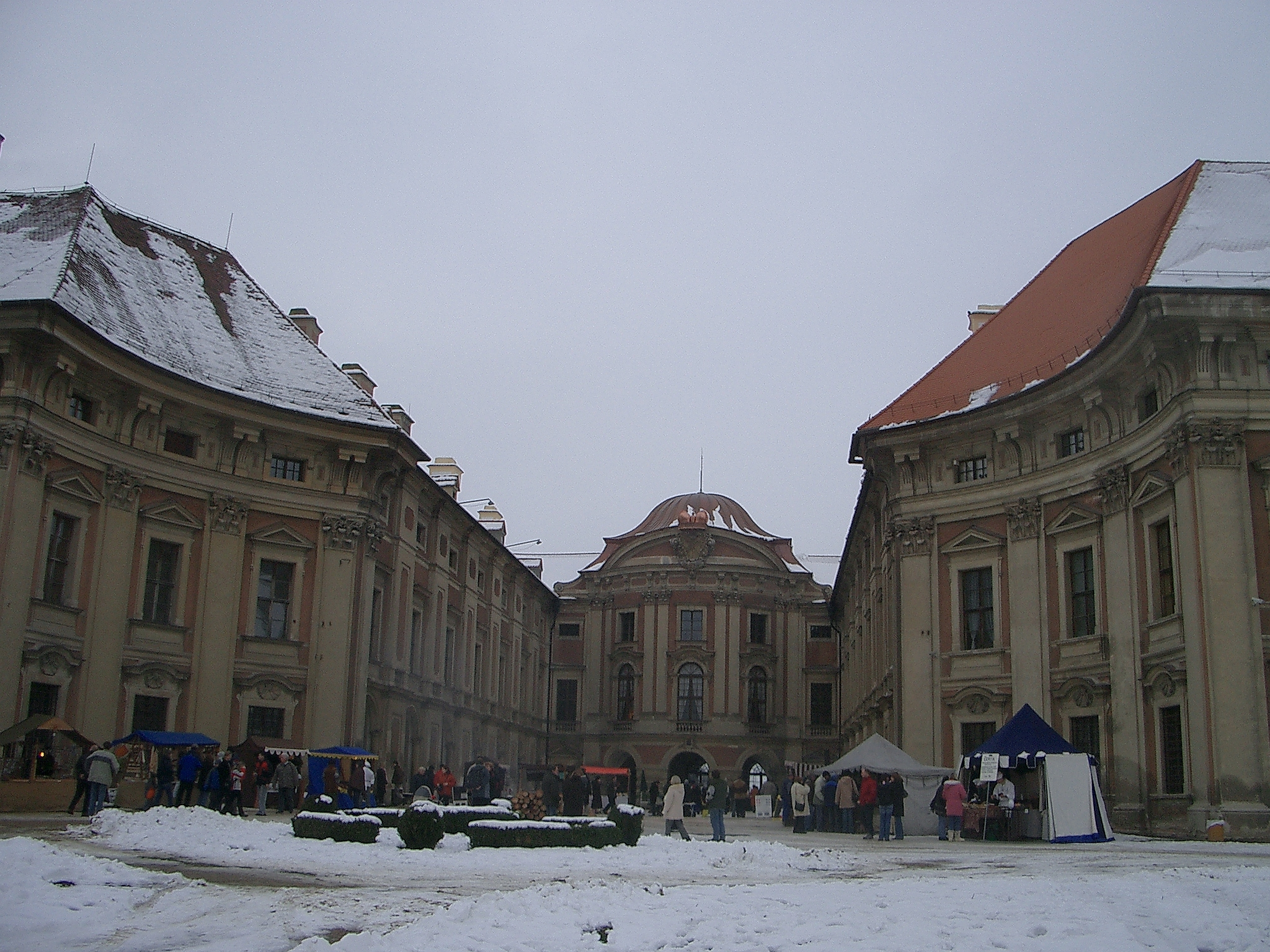
Ярмарок в Славкові